# What a Cartoon!
What a Cartoon! (más tarde conocida como The What a Cartoon! Show y The Cartoon Cartoon Show; conocido en Hispanoamérica como ¡Qué historia tan maravillosa, el show! y en España como ¡Vaya dibujo!) fue un proyecto de animación estadounidense creado por Fred Seibert y emitida por Cartoon Network. Los cortos fueron producidos por Hanna-Barbera Productions; al final de la emisión, se añadió una etiqueta de producción de Cartoon Network Studios a algunos cortos para indicar que eran originales de la cadena. 
El proyecto constaba de cuarenta y ocho dibujos animados, cuyo objetivo era devolver el poder creativo a animadores y artistas, recreando las atmósferas que engendraron los personajes icónicos de dibujos animados de mediados del siglo XX. Cada uno de los cortos reflejaba la estructura de una caricatura teatral, y cada película se basaba en un guion gráfico original dibujado y escrito por su artista o creador. Tres de las caricaturas se combinaron en un episodio de media hora.
What a Cartoon! se estrenó bajo el título World Premiere Toons el 20 de febrero de 1995. El estreno se emitió junto con un episodio especial de Fantasma del Espacio de Costa a Costa, que incluye entrevistas con los animadores Craig McCracken, Pat Ventura, Van Partible, Eugene Mattos y Genndy Tartakovsky, así como con la modelo Dian Parkinson. Durante la emisión original de los cortos, la serie pasó a llamarse The What a Cartoon! Show y luego The Cartoon Cartoon Show, hasta que los cortos finales se emitieron el 23 de agosto de 2002.
La serie es influyente por ayudar a revivir la animación televisiva en la década de los noventa y sirvió como punto de lanzamiento para varias series animadas de Cartoon Network, como El laboratorio de Dexter, Johnny Bravo, Courage the Cowardly Dog, Cow & Chicken, I Am Weasel y The Powerpuff Girls. Tras la partida de Fred Seibert en 1997, Sam Register tomó el control del programa en 1998 y, en 2000, lo renombró como The Cartoon Cartoon Show, y del escaparate surgieron más series originales de Cartoon Network, incluidos Sheep in the Big City, Grim & Evil. (que consta de The Grim Adventures of Billy & Mandy y Evil Con Carne), Whatever Happened to... Robot Jones?, Codename: Kids Next Door y Megas XLR. Entre 2005 y 2008, The Cartoon Cartoon Show revivió como un bloque para reposiciones de Cartoon Cartoons más antiguos que la cadena había retirado gradualmente.

## Historia

### Origen

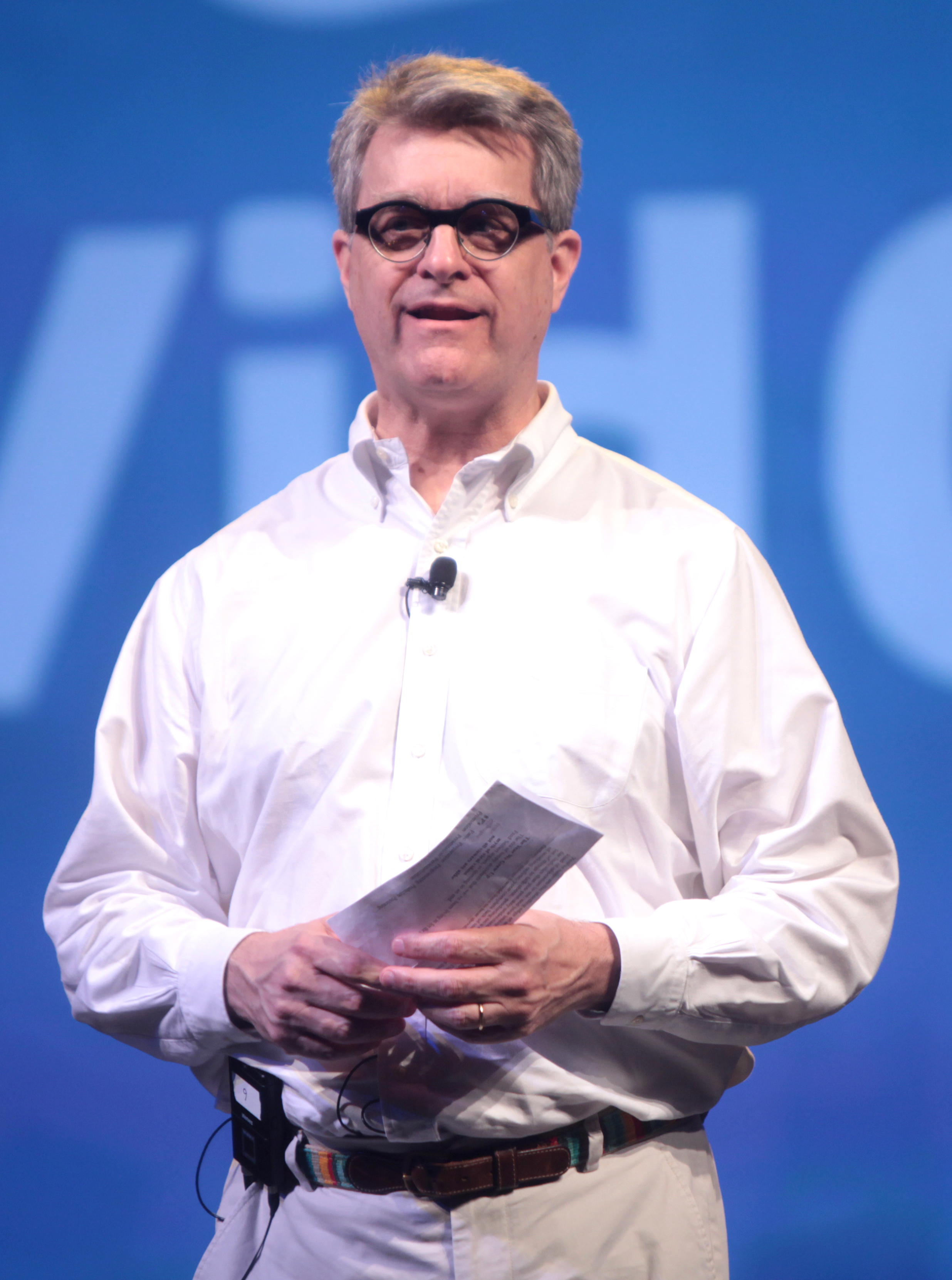
Fred Seibert, creador del proyecto What a Cartoon!, en VidCon 2014.

Fred Seibert asumió la presidencia de Hanna-Barbera Cartoons, Inc en 1992 y ayudó a guiar el estudio de animación que luchaba en su mayor producción en años, con programas como 2 perros tontos y SWAT Kats - The Radical Squadron. Seibert deseaba que el estudio produjera caricaturas cortas, justamente en la onda de la denominada edad de oro de la animación americana. Aunque un proyecto que consta de 48 cortos costaría dos veces tanto como una serie normal, Seibert había involucrado a Cartoon Network con 48 prometedoras posibilidades de "triunfar o fracasar", que darían las posibilidades para nueva programación original, y ofrecía varios nuevos cortos a los miles que ya están presentes en la biblioteca de Turner Entertainment. Según Seibert, la calidad no importaba mucho para los operadores de cable que distribuyen la red, estaban más interesados en nuevos programas prometedores.
Con el CEO y fundador de Turner Broadcasting, Ted Turner, y Seibert como Jefe junto a Scott Sassa, el estudio se desplegó en todo el mundo para anunciar que el estudio estaba en una "fase sin precedentes", en el que los animadores tuvieron una mejor idea de lo que caricaturas deben ser no guiados y Hanna-Barbera los apoyó. La empresa comenzó a tomar nota en serio en 1993, y había recibido más de 5.000 parcelas para las 48 ranuras. la diversidad de los cineastas de diversas nacionalidades, raza y género se había incluido. Seibert más tarde describió su esperanza de una diversidad idealista como "La más amplia en la paleta de influencias creativas, y la más amplias y más grande para las audiencias".
La idea de Seibert para el proyecto fue influenciado en gran medida por los Looney Tunes. Los fundadores y presidentes de Hanna-Barbera, William Hanna y Joseph Barbera, así como animador veterano de Friz Freleng, le enseñaron a Seibert cómo se produjeron los cortos de la Edad de Oro de la animación americana. John Kricfalusi, creador de Ren y Stimpy, se convirtió en un maestro de clases para Seibert y fue la primera persona para Seibert en llamar para estar en la búsqueda de nuevos talentos para el proyecto.
Como era costumbre en las películas de acción en vivo y televisión, la empresa no le pagó cada creador del guion gráfico presentado y lanzado. Por primera vez en la historia del estudio, los creadores individuales podrían conservar sus derechos, y ganar regalías sobre sus creaciones. Si bien la mayoría en el sector se burlaba de la idea, el estímulo, según Seibert, provenía de los dibujantes que acudían a Hanna-Barbera con ideas originales.

### Formato
El formato de What a Cartoon! era ambicioso, ya que nadie había intentado algo similar en la era de la animación de la televisión. Los cortos producidos sería un producto de la visión de los humoristas gráficos originales, sin intervención de los ejecutivos, tanto así, que incluso la música sería elaborada individualmente. Cada corto con duración aproximada de 7 minutos debutaría, por sí mismo, como un dibujo animado independiente en Cartoon Network. Seibert explicó el objetivo del proyecto en una publicación de 2007: "No nos importaba lo que las tendencias de comedia de situación eran, lo que Nickelodeon estaba haciendo, lo que querían los departamentos de ventas [...] Nosotros queríamos dibujos animados".

### Equipo
El personal de What a Cartoon! tenía creadores de Europa y Canadá (Bruno Bozzetto), Asia (Achiu So), y Estados Unidos (Jerry Reynolds y su colega Seth MacFarlane). También estaban personas que eran consideradas como novatos en aquel momento (como Genndy Tartakovsky, Craig McCracken, Van Partible, Rob Renzetti, Butch Hartman y John R. Dilworth), y veteranos también (como Don Jurwich, Jerry Eisenberg, y Ralph Bakshi). Además de los veteranos y creadores de Hanna-Barbera, William Hanna y Joseph Barbera, produjeron cada uno dos cortos cada uno para What a Cartoon!. Muchos de los miembros de producción clave de series anteriores de Hanna-Barbera como 2 perros tontos se unieron al equipo de What a Cartoon! también.

### Emisión

#### World Premiere Toons
El primer dibujo animado del proyecto What a Cartoon! que fue transmitido en su totalidad era The Powerpuff Girls in Meat Fuzzy Lumpkins, que hizo su estreno mundial el lunes 20 de febrero de 1995 a las 19:00, durante un especial de televisión llamado World Premiere Toons. El especial fue organizado por Space Ghost y el elenco del Fantasma del Espacio de Costa a Costa, que contó con entrevistas cómicas y un concurso con los creadores de los diversos dibujos animados. El especial se transmitió en simultáneo a través de Cartoon Network, TBS, y TNT. Para promover los cortos, el departamento de marketing de Cartoon Network se le ocurrió el concepto de "Dive-In Theater" en 1995 para mostrar los 48 cortos de dibujos animados. Las caricaturas fueron mostrados en los parques acuáticos y grandes piscinas municipales, el tratamiento de los niños y sus padres a exámenes exclusivos junto a la piscina en pantallas de cine 9' x 12'.
A partir del 26 de febrero de 1995 cada corto de What a Cartoon! comenzó a estrenarse el domingo por la noche. Cada semana después del estreno, Cartoon Network mostró una diferentes World Premiere Toons hecho por un artista diferente. Después de una aclimatación de dibujos animados, la red une los cortos como una presentación de media hora titulado World Premiere Toons: The Next Generation, con reposiciones de los cortos originales, y también nuevos estrenos.

#### What a Cartoon!
Con el tiempo, todas las caricaturas fueron compiladas en un solo programa donde se utilizó el nombre World Premiere Toons: The Show, hasta el verano de 1996 cuando empezó con el nombre del proyecto original: What a Cartoon!. El programa pasa a estrenarse para el bloque de los domingos por la noche de Cartoon Network. Los cortos continuaron al aire los domingos hasta 1997, cuando la red movió a los cortos para los miércoles a 21:00. Para julio de 1997 la serie vuelve a cambiar de horario, pasando los jueves por la noche. What a Cartoon! continuó transmitiendo nuevos episodios los jueves hasta el 28 de noviembre de 1997, cuando el último corto de los 48 contratados salió al aire.

#### Reposiciones
El 2 de junio de 2000, What a Cartoon! fue relanzado como The Cartoon Cartoon Show. En este nuevo formato, se emitieron reposiciones y nuevos episodios de las series completas de Cartoon Cartoons, así como cortos de What a Cartoon!. en una encuesta a los espectadores, se añadieron luego a la antología. El espectáculo continuó en el aire hasta el 16 de mayo de 2003, cuando fue eliminado de la programación de la red.

## Lista de cortos
| #  | Serie                                  | Título                                      | Creador                                       | Producción              | Sinopsis \| Nota | Fecha de estreno en EE. UU. |
| -- | -------------------------------------- | ------------------------------------------- | --------------------------------------------- | ----------------------- | --- | --------------------------- |
| 1  | The Powerpuff Girls                    | "Meat Fuzzy Lumpkins"                       | Craig McCracken                               | Hanna-Barbera           | Luego de un concurso de mermeladas, las Powerpuff Girls (Chicas Superpoderosas/Supernenas) deciden detener a Fuzzy Lumpkins (Peludito) en su intento de convertir Townsville (Saltadilla) en una ciudad de carne para devorarla de una vez. Nota: Fue el capítulo piloto de The Powerpuff Girls. | 23 de febrero de 1995       |
| 2  | "Dexter's Laboratory"                  | "Dexter's Laboratory"                       | Genndy Tartakovsky                            | Hanna-Barbera           | Dee-Dee le roba a Dexter su última creación, un control remoto que permite cambiar de apariencia a quien lo desee, convirtiéndolo en animal. Nota: Este es el episodio piloto de El laboratorio de Dexter. Logró ser el primer seleccionado de todo los cortos tras una elección en 1995. | 26 de febrero de 1995       |
| 3  | Yuckie Duck                            | "Short Orders"                              | Patrick Ventura                               | Hanna-Barbera           | Este pato intenta sin éxito ser un excelente mesero de un restaurante. | 5 de marzo de 1995          |
| 4  | Dino                                   | "Stay Out!"                                 | Joseph Barbera                                | Hanna-Barbera           | Dino intenta sin éxito mantener al Sabretooth Cat (Gato dientes de sable) fuera de la casa a la noche. Nota: Es un corto spin-off de Dino, la mascota de Los Picapiedras. | 19 de marzo de 1995         |
| 5  | "Johnny Bravo"                         | "Johnny Bravo"                              | Van Partible                                  | Hanna-Barbera           | Johnny intenta conquistar a una guardiana del zoológico capturando a un gorila fugitivo. Nota: Es el capítulo piloto de Johnny Bravo. | 26 de marzo de 1995         |
| 6  | Sledgehammer O'Possum                  | "Out and About"                             | Patrick Ventura                               | Hanna-Barbera           | Sledegehammer es una loca zarigüeya quien esta vez está frustrando los planes de un perro citadino que buscaba relajarse en el bosque en verano. | 2 de abril de 1995          |
| 7  | George and Junior                      | "Look Out Below"                            | Patrick Ventura                               | Hanna-Barbera           | El dúo intentara colocar una bombilla de luz en la antena de un edificio, la cual molesta a un pájaro que siempre busca romperla. Nota: Este corto es un remake de George y Junior de Tex Avery. | 9 de abril de 1995          |
| 8  | "Hard Luck Duck"                       | "Hard Luck Duck"                            | William Hanna                                 | Hanna-Barbera           | Un zorro astuto quiere a Hard Luck como su cena, pero primero tiene que vérselas con el cocodrilo Harley, mejor amigo de Hard Luck. | 16 de abril de 1995         |
| 9  | Shake & Flick                          | "Raw Deal in Rome"                          | Michael Rann, Eugene Mattos, y George Johnson | Hanna-Barbera           | Flick es una garrapata rosada con un apetito voraz, lo que causa que se convierta por unos segundos en bestia. Shake es un perro concertista el cual es el objetivo de Flick, quien lo persigue sin descanso. Nota: El corto fue nominado para tener su adaptación a serie, pero fue superada por Johnny Bravo. | 18 de junio de 1995         |
| 10 | The Adventures of Captain Buzz Cheeply | "A Clean Getaway"                           | Meinert Hansen                                | Hanna-Barbera           | El Capitán Buzz Cheeply y su compañero nerd-robot buscan un planeta que posea servicio de lavandería, pero se topan con un planeta de humanoides superinteligentes con una cabeza de frente muy protuberante. | 25 de junio de 1995         |
| 11 | O. Ratz with Dave D. Fly               | "Rat in a Hot Tin Can"                      | Jerry Reynolds y Russ Harris                  | Hanna-Barbera           | O. Ratz y la mosca Dave buscan la manera de tener calor para pasar la fría noche de la ciudad. | 2 de julio de 1995          |
| 12 | Pfish and Chip                         | "Short Pfuse"                               | Butch Hartman, Michael Rann, y Eugene Mattos  | Hanna-Barbera           | Llega este dúo que forma el escuadrón de desactivación de explosivos de la ciudad. Pfish y Chip intentaran detener al Mad Bomber para no despertar a su jefe. | 9 de julio de 1995          |
| 13 | The Fat Cats                           | "Drip Dry Drips"                            | Jon McClenahan                                | Hanna-Barbera           | Dos gatos tintoreros recibirán su máximo reto: el servicio de valet del traje del Presidente de los Estados Unidos. | 16 de julio de 1995         |
| 14 | George and Junior                      | "George and Junior's Christmas Spectacular" | Patrick Ventura                               | Hanna-Barbera           | El dúo de osos regresan para un especial navideño. Nota: segundo capítulo de George and Junior's (anterior: véase #7). | 23 de julio de 1995         |
| 15 | "Yoink! of the Yukon"                  | "Yoink! of the Yukon"                       | Don Jurwich, Jerry Eisenberg, y Jim Ryan      | Hanna-Barbera           | Yoink es la mascota de la Policía Montada del Yukon, y decide mediar entre los animales del bosque y los montados debido a que los animalitos robaron los uniformes de los montados en venganza por el tráfico de pieles. | 30 de julio de 1995         |
| 16 | Yuckie Duck                            | "I'm on My Way"                             | Patrick Ventura                               | Hanna-Barbera           | Regresa el pato Yuckie, en donde ahora es un paramédico algo loco. Nota: es el segundo capítulo de este pato (anterior: véase #3). | 6 de agosto de 1995         |
| 17 | Mina and the Count                     | "Interlude with a Vampire"                  | Rob Renzetti                                  | Hanna-Barbera           | Narra la historia del famoso Conde Drácula cuando por un error de su ayudante Igor, termina en la casa de la pequeña Mina Parker. Nota: Este fue el capítulo piloto de los cortos de Mina and the Count, programa que pasaría a Oh Yeah! Cartoons de Nickelodeon, siendo único corto que aparece en ambos programas de variedades de dibujos animados de diferentes cadenas de televisión. | 5 de noviembre de 1995      |
| 18 | Cow and Chicken                        | "No Smoking"                                | Dave Feiss                                    | Hanna-Barbera           | Cow (Vaca) le pide a Chicken (Pollito) que no fume cigarros, pero este es secuestrado por Red Guy (Rojo), un demonio que empieza a acosarlo y por eso Vaca decide rescatarlo en el infierno con su identidad de Super Cow (Super-Vaca) y atacar a su asistente Cerberus, un perro de tres cabezas. Nota: Al final de este episodio se pueden ver completamente a los padres de Vaca y Pollito, pero solo son piernas sin torso. Este es el capítulo piloto de Cow and Chicken. Logró estar nominada a un Premio Emmy. | 12 de noviembre de 1995     |
| 19 | Dexter's Laboratory (sin acreditar)    | "The Big Sister"                            | Genndy Tartakovsky                            | Hanna-Barbera           | Cuando Dee-Dee se convierte en un gigante al comer una galleta de experimento de Dexter, este intenta traerla a la normalidad usando su súper-robot, el Robo-Dexo-2000. Nota: Segundo episodio piloto de El laboratorio de Dexter (anterior: véase #2). | 19 de noviembre de 1995     |
| 20 | "Boid 'n' Woim"                        | "Boid 'n' Woim"                             | C. Miles Thompson                             | Hanna-Barbera           | Woim es una lombriz que busca ir a California, y se encuentra con Boid, un pájaro camionero que accede a llevarlo. Pero un percance con el camión hace que queden varados en el desierto, haciendo que Boid enloquezca de hambre. | 1 de enero de 1996          |
| 21 | Jof                                    | "Help?"                                     | Bruno Bozzetto                                | Hanna-Barbera           | El Gato Jof se ha pinchado un dedo al tejer y va al hospital para que lo curen, pero cuando entra en pánico, lo menos que hacen los médicos es realizarle numerosos exámenes. | 15 de enero de 1996         |
| 22 | Podunk Possum                          | "One Step Beyond"                           | Joe Orrantia y Elizabeth Stonecypher          | Cartoon Network Studios | La Zarigüeya Podunk tiene hambre y le pide a unas gallinas que pongan huevos para el. Pero es fastidiado por un hacendado que les ofrece pollo frito (parodia al Cnel. Sanders). Y la presencia de alienígenas complican todo. | 22 de enero de 1996         |
| 23 | The Powerpuff Girls                    | "Crime 101"                                 | Craig McCracken                               | Hanna-Barbera           | Las chicas superpoderosas le enseñan a delinquir a la patética Banda Ameba, dado que no son capaces de cometer un severo delito por sí solos, pero las cosas no saldrán bien para ellas, al ser malhechoras y prófugas. Nota: Es el segundo piloto de The Powerpuff Girls. (anterior: véase #1). | 29 de enero de 1996         |
| 24 | "Wind-Up Wolf"                         | "Wind-Up Wolf"                              | William Hanna                                 | Hanna-Barbera           | Es una continuación de la fábula de Los Tres Cerditos, en donde el Lobo construye un Ciber-Lobo que le ayudara a capturar a los astutos cerditos. Nota: Fue la última animación realizada por William Hanna. | 5 de febrero de 1996        |
| 25 | "Hillbilly Blue"                       | "Hillbilly Blue"                            | Michael Ryan                                  | Hanna-Barbera           | Un langostino y su amigo ratón migran a la ciudad porque se dice que en un lugar tratan a los langostinos como reyes. Pero no es realmente lo que parece, ya que ese lugar es un restaurante y su especialidad son los mariscos. | 12 de febrero de 1996       |
| 26 | Courage the Cowardly Dog               | "The Chicken from Outer Space"              | John R. Dilworth                              | Hanna-Barbera           | Courage (Coraje) intenta proteger a sus amos, Eustace y Muriel (Justo y Muriel) de un extraño y malévolo pollo alienígena. Nota: Es el capítulo piloto de Courage the Cowardly Dog. Logró estar nominado para un premio Óscar. | 19 de febrero de 1996       |
| 27 | Pizza Boy                              | "No Tip"                                    | Robert Álvarez                                | Hanna-Barbera           | Un repartidor de pizza debe entregar un pedido en la Antártida en cinco minutos, y todo por la propina, pero el camino no será fácil. | 26 de febrero de 1996       |
| 28 | "Gramps"                               | "Gramps"                                    | Mike Ryan y Butch Hartman                     | Hanna-Barbera           | Un abuelo le cuenta a sus nietos como logró salvar a la Tierra de una invasión alienígena. | 5 de marzo de 1996          |
| 29 | Bloo's Gang                            | "Bow-Wow Buccaneers"                        | Mike Milo y Harry McLaughlin                  | Hanna-Barbera           | El perro Bloo y sus amigos inician una aventura de piratas en su barrio. | 19 de marzo de 1996         |
| 30 | Jungle Boy                             | "Mr. Monkeyman"                             | Van Partible                                  | Cartoon Network Studios | El Rey Raimundo se hace pasar por Jungle Boy (el Niño de la Selva) para manchar su reputación. Nota: El Niño de la Selva es otro de los personajes de Van Partible, el cual luego se integró al show de Johnny Bravo. | 9 de octubre de 1996        |
| 31 | Godfrey & Zeek                         | "Lost Control"                              | Jason Butler Rote y Zac Moncrief              | Cartoon Network Studios | Godfrey y Zeek son los poseedores del último Control Remoto del mundo, pero accidentalmente cae en el excusado. Para recuperarlo, deciden visitar la planta de tratamiento de cloacas. | 16 de octubre de 1996       |
| 32 | Tumbleweed Tex                         | "School Daze"                               | Robert Álvarez                                | Cartoon Network Studios | Tex es un peligroso forajido famoso por robar bancos y por haber repetido 30 veces 4° grado de la escuela debido a su falta de compromiso. Encima, su maestra y su pequeño compañero Timmy le harán imposible la vida. | 30 de octubre de 1996       |
| 33 | "Buy One, Get One Free"                | "Buy One, Get One Free"                     | Charlie Bean, Carey Yost, y Don Shank         | Cartoon Network Studios | Un caballero compra un gato para tratar de conquistar a una chica amante de los gatos, advirtiéndole de no dañar su departamento. Cosa que se pone riesgosa con la llegada del gato de la chica. | 30 de octubre de 1996       |
| 34 | "The Kitchen Casanova"                 | "The Kitchen Casanova"                      | John McIntyre                                 | Cartoon Network Studios | Un caballero invita a cenar a su chica a casa, pero tiene serios contratiempos en la cocina. | 6 de noviembre de 1996      |
| 35 | "The Ignoramooses"                     | "The Ignoramooses"                          | Mike Milo y Harry McLaughlin                  | Cartoon Network Studios | Un par de alces salvajes viajan a Florida para ser mascotas de un millonario, debido a que les colocaron collares rastreadores y ellos creyeron que eran correas de perro. | 13 de noviembre de 1996     |
| 36 | Johnny Bravo (sin acreditar)           | '"Johnny Bravo and the Amazon Women"        | Van Partible                                  | Hanna-Barbera           | Johnny cae accidentalmente en una misteriosa isla habitada por grandes mujeres amazónicas y las intenta conquistar, con grandes contratiempos. Nota: Es el segundo capítulo de Johnny Bravo. (anterior: véase #5). | 1 de enero de 1997          |
| 37 | Pfish and Chip                         | "Blammo the Clown"                          | Butch Hartman, Michael Rann, y Eugene Mattos  | Cartoon Network Studios | El loco dúo de desactivadores de explosivos regresa, ahora en el cual deben capturar al payaso Blammo y proteger a Teddy, el oso de su jefe. Nota: Segundo capítulo de Pfish and Chip (anterior: véase #12). | 8 de enero de 1997          |
| 38 | "Awfully Lucky"                        | "Awfully Lucky"                             | Davis Doi                                     | Cartoon Network Studios | Lucky encuentra una misteriosa perla que le da suerte a quien la posea... pero luego de un acto afortunado, la perla empieza a otorgar mala suerte. | 15 de enero de 1997         |
| 39 | "Strange Things"                       | "Strange Things"                            | Mike Wellins                                  | Cartoon Network Studios | Un pequeño robot limpiador inicia su trabajo como conserje en un museo de objetos peligrosos. Pero por su torpeza el mismo tendrá ese título. Nota: es el único corto que fue realizado en IGC. | 22 de enero de 1997         |
| 40 | "Snoot's New Squat"                    | "Snoot's New Squat"                         | Jeret Ochi y Victor Ortado                    | Cartoon Network Studios | Snoot es un explorador de una raza alienígena minúscula que busca un nuevo huésped para asentar una colonia. Y el elegido es Al, un perro hipocondríaco que no sabe cómo convencer a su doctor de que un alien vive en su piel. | 29 de enero de 1997         |
| 41 | "Larry and Steve"                      | "Larry and Steve"                           | Seth MacFarlane                               | Cartoon Network Studios | En este episodio Steve cuenta las aventuras y desventuras que pasa junto a su amo Larry. Nota: Muchos la consideran como una precuela de lo que sería futuramente Padre de familia. | 5 de febrero de 1997        |
| 42 | Sledgehammer O'Possum                  | "What's Goin' on Back There!?"              | Patrick Ventura                               | Hanna-Barbera           | Sledgehammer es una zarigüeya que busca un lugar para pasar el invierno, y encuentra un lugar más que apropiado para el: un buzón del correo. Pero primero tendrá que evitar a la cartera Ethel. Nota: Es el segundo capítulo de Sledgehammer (anterior: véase #6). | 1 de febrero de 1997        |
| 43 | The Zoonatiks                          | "Home Sweet Home"                           | Paul Parducci, James Giordano, y R.J. Reiley  | Cartoon Network Studios | Un oso llamado Bill, un mono llamado Knuckles y una tortuga llamada Shelby tratan de entrar en el Zoológico All-Star Hackensack después de sentirse no deseados en el circo. | 19 de febrero de 1997       |
| 44 | Swamp and Tad                          | "Mission Imfrogable"                        | John Rice y Achiu So                          | Hanna-Barbera           | Swamp y Tad son dos ranas extraterrestres que buscan en la Tierra un paquete secreto para su Rey. Un perrito callejero les complicara la misión. | 26 de febrero de 1997       |
| 45 | Dino                                   | "The Great Egg-Scape"                       | Joseph Barbera                                | Hanna-Barbera           | Dino trabaja como vigilante de un museo cuando presencia el robo de un huevo raro. Su deber es recuperarlo, pero el huevo eclosiona y un nuevo amiguito causara estragos. Nota: Es el segundo capítulo y final de este spin-off de Los Picapiedra (anterior: véase #4). | 5 de marzo de 1997          |
| 46 | "Malcom and Melvin"                    | "Malcom and Melvin"                         | Ralph Bakshi                                  | Cartoon Network Studios | Melvin es un adolescente infantiloide deprimido que vive en una ciudad en donde todo el mundo tiene algún talento o atributo. Pero su vida cambia cuando conoce a Malcom, una cucaracha saxofonista. Nota: Bakshi repudió ambos cortos después de su emisión. | 27 de noviembre de 1997     |
| 47 | "Tales of Worm Paranoia"               | "Tales of Worm Paranoia"                    | Eddie Fitzgerald                              | Cartoon Network Studios | Johnny era una lombriz hippie muy pacífica, pero eso cambia cuando un humano la pisa accidentalmente. Nota: El diseño tiene una similitud al de The Ren & Stimpy Show; inclusive tiene un agradecimiento especial en los créditos. | 4 de diciembre de 1997      |
| 48 | "Babe! He... Calls Me"                 | "Babe! He... Calls Me"                      | Ralph Bakshi                                  | Cartoon Network Studios | Malcom y Melvin se volvieron famosos y tocan en clubes nocturnos, mientras que la madre de Melvin lo sigue buscando, se enamora de un rufián. Además, una banda de antipervertidos busca también a Melvin por tocar música pervertida según ellos. Nota: Bakshi repudió ambos cortos después de su emisión (anterior: véase #46). | 11 de diciembre de 1997     |

### Segunda etapa (1998-2002)
Dos cortometrajes de dibujos animados de dibujos animados se produjeron en 1998 y uno en 1999. Todo corto de Cartoon Cartoons producidos entre 2000 y 2001 se introdujeron en La Gran Selección, un concurso para elegir el más nuevo de Cartoon Cartoon. Los cortos se estrenaron en Cartoon Cartoon los viernes en las semanas previas a la "Gran Selección" y el ganador fue revelado durante el evento real. Los ganadores fueron The Grim Adventures of Billy & Mandy, en 2000, y Codename: Kids Next Door, en 2001.
| Serie                                                               | Título                                                              | Creador                                                                 | Producción                                                                          | Sinopsis \| Nota | Fecha de estreno en EE. UU. |
| ------------------------------------------------------------------- | ------------------------------------------------------------------- | ----------------------------------------------------------------------- | ----------------------------------------------------------------------------------- | --- | --------------------------- |
| Kenny and the Chimp                                                 | "Diseasy Does It! or Chimp 'n' Pox"                                 | Tom Warburton                                                           | Hanna-Barbera                                                                       | Un niño llamado Kenny, y su chimpancé mascota, Chimpy, deciden vigilar el laboratorio de la enfermedad del Profesor XXXL mientras él está lejos. Sin embargo, Chimpy causa problemas a Kenny. Nota: El estilo del corto y el personaje del Profesor XXXL serían utilizados luego en Codename: Kids Next Door. | 6 de noviembre de 1998      |
| Mike, Lu & Og                                                       | "Crash Lancelot"                                                    | Mikhail Aldashin, Mikhail Shindel y Charles Swenson                     | Kinofilm                                                                            | Una chica desechada llamada Mike pide al inventor nativo, Og construir un coche para llegar al otro lado de la isla y también construye un modelo especialmente mejorado para la princesa Lu, que va demasiado rápido a la playa. Nota: Piloto para Mike, Lu & Og. | 7 de noviembre de 1998      |
| "King Crab: Space Crustacean"                                       | "King Crab: Space Crustacean"                                       | Bill Wray                                                               | Hanna-Barbera                                                                       | El miembro más joven de la tripulación del crucero espacial intergaláctico del rey cangrejo ha sido invadido en su cuerpo por un parásito externo del espacio. | 21 de agosto de 1999        |
| The Grim Adventures of Billy & Mandy                                | "Meet the Reaper"                                                   | Maxwell Atoms                                                           | Hanna-Barbera                                                                       | Cuando Billy y Mandy conocen a Puro Hueso (Grim Reaper/La Muerte), intentan recoger el alma de hámster de Billy, el Sr. Snuggles. Entonces Mandy hace una apuesta con él en la forma de un juego: si pierde Puro Hueso deberá devolver a Sr. Snuggles y convertirse en su "mejor amigo". Nota: Fue el primer ganador de La Gran Selección en el año 2000. Es el piloto de The Grim Adventures of Billy & Mandy y Grim & Evil.                                                                   | 9 de junio de 2000          |
| "Whatever Happened to Robot Jones?"                                 | "Whatever Happened to Robot Jones?"                                 | Greg Miller                                                             | Hanna-Barbera                                                                       | Robot Jones se entera de que se le ha puesto en una escuela pública humana en la que ahora debe asistir. Nota: Es el piloto de Whatever Happened to... Robot Jones?. | 16 de junio de 2000         |
| "Trevor!: Journey to Sector 5-G"                                    | "Trevor!: Journey to Sector 5-G"                                    | Adam Shaheen y Jeff Rockburn                                            | Cuppa Coffee Studios                                                                | Esta caricatura sigue el salvaje mundo de Trevor Braithwaite cuyos garabatos bailan. | 23 de junio de 2000         |
| "Nikki"                                                             | "Nikki"                                                             | Debra Solomon y Todd Kessler                                            | Sea Monkey Productions                                                              | Dos amigos se encuentran respuestas inusuales a sus publicaciones en línea después de que trataran de animar a una mujer con el corazón roto en el parque. | 30 de junio de 2000         |
| "Foe Paws"                                                          | "Foe Paws"                                                          | Chris Savino                                                            | Hanna-Barbera                                                                       | Esta caricatura sigue las desventuras de una anciana excéntrica que trata de reemplazar a sus hijos perdidos hace mucho tiempo, vistiendo a su gato y perro con ropa humana. | 7 de julio de 2000          |
| "Prickles the Cactus"                                               | "Prickles the Cactus"                                               | Denis Morella                                                           | Curious Pictures                                                                    | Su trama sigue los contratiempos de un cactus fóbico y torpe al agua que ayuda a salvar a su familia de una sequía mortal del ciclón Ranch. | 14 de julio de 2000         |
| Lucky Lydia                                                         | "Club Lydia"                                                        | Arthur Filloy y Bob Camp                                                | FilmGraphics Entertainment Frames Animation•Illustration Bob Camp Productions, Inc. | Esta caricatura sigue a una afortunada, sin saberlo, Lydia Lucas, que se alza por sus padres medio locos. | 21 de julio de 2000         |
| Longhair and Doubledome                                             | "Good Wheel Hunting"                                                | Gavrilo Gnatovich                                                       | Knock-Knock Cartoons Ltd., LLC                                                      | Esta caricatura sigue a dos hombres de las cavernas filosóficos que simplemente no encajan en su entorno prehistórico. | 28 de julio de 2000         |
| "Lost Cat"                                                          | "Lost Cat"                                                          | David Feiss                                                             | David Feiss, Inc.                                                                   | Un loco gato púrpura parlante está causando estragos en la ciudad. | 4 de agosto de 2000         |
| Uncle Gus                                                           | "For the Love of Monkeys"                                           | Lincoln Peirce                                                          | Hanna-Barbera                                                                       | Esta caricatura sigue el viaje de un vejete desempleados astuto y su harapo atado a montón de amigos en su viaje al zoológico para reunir a Tío Gus con su novia sin permiso. | 11 de agosto de 2000        |
| Sheep in the Big City                                               | "In the Baa-ginning"                                                | Mo Willems                                                              | Curious Pictures                                                                    | Una oveja deja la granja de Farmer John en la búsqueda de una vida feliz en la ciudad. Nota: Es el piloto de Sheep in the Big City. | 18 de agosto de 2000        |
| "Thrillseeker: Putt 'n' Perish" ("Captain Sturdy: Back in Action!") | "Thrillseeker: Putt 'n' Perish" ("Captain Sturdy: Back in Action!") | Deborah Cone William Waldner, Ashley Postlewaite, y Darrell Van Citters | Hanna-Barbera Renegade Animation                                                    | El jubilado capitán robusto debe volver a la acción cuando la Unión de Super Heroes cancela su pensión. Al regresar al deber, descubre que la organización ha perdido de vista lo que significa ser un superhéroe y se ha vuelto más preocupados por la corrección y comercialización de ofertas políticas que salvar al mundo de las garras del mal. | TBA 2000 8 de junio de 2001 |
| Yee Hah & Doo Dah                                                   | "Bronco Breakin' Boots"                                             | Kenny Duggan                                                            | Pitch Production                                                                    | Un vaquero y su caballo, Yee Hah y Doo Dah, residen en Manhattan, Central Park. Yee Hah disfruta de la vida de la ciudad hasta que descubre que el pavimento de la ciudad le está dando una ampolla terrible. Para gran consternación de Doo Dah, decide dejar de caminar y montar su caballo por todas partes. Finalmente, Doo Dah encuentra el verdadero culpable detrás de dolor en los pies de Yee Hah: el hierro de marcar, tractor, etc., que Yee Hah ha estado escondiendo en sus botas. | 15 de junio de 2001         |
| "IMP, Inc."                                                         | "IMP, Inc."                                                         | Chris Reccardi y Charlie Bean                                           | Cartoon Network Studios                                                             | Viajando en un meteoro en órbita, tres diablillos son objeto de revisión, y se les ofrece la oportunidad de ayudar a una pareja de una pobre granja concediéndoles su deseo, la lluvia que necesitan desesperadamente para ayudar a sus cultivos. Se las arreglan para entregar lluvia, pero sus esperanzas de promoción vienen abajo cuando su meteorito se estrella en los cultivos de la pareja.                                                                                             | 22 de junio de 2001         |
| My Freaky Family                                                    | "Welcome to My World"                                               | John McIntyre                                                           | Cartoon Network Studios                                                             | Es el primer día de clases de Nadine, y para su madre es considerado un evento histórico significativo de los muchos "días hitos" que deben ser documentados con una foto. Ella se las arregla para huir en el autobús escolar para no ser fotografiada, pero su "extraña" familia agarra la cámara y salta en la bicicleta de múltiples bancas haciendo una persecución mortificante para ponerse al día con ella.                                                                             | 29 de junio de 2001         |
| Major Flake                                                         | "Soggy Sale"                                                        | Adam Cohen y Casper Kelly                                               | Kurtz + Friends Animation                                                           | Mayor Flake, una mascota cereales francés frenético, y Sparkles deben encontrar una manera de vender su poco atractivo cereal Major Flake antes de que su jefe, Sylvia Soggy, lance un desayuno lujo a las tiendas. | 6 de julio de 2001          |
| Utica Cartoon                                                       | "Hotdog Champeen"                                                   | Fran Krause y Will Krause                                               | Animation Cowboys                                                                   | Cuando Dan Ber y Miqueas Monkey aprenden que pueden conseguir perros calientes gratuitos por vencer al actual récord de comer perro caliente en un restaurante local, y ellos están preparados para el desafío. Dan Bear reina como campeón por el consumo de un montón de perros calientes gratuitos, batiendo continuamente su propio récord. | 13 de julio de 2001         |
| Kids Next Door                                                      | "No P in the OOL"                                                   | Tom Warburton                                                           | Cartoon Network Studios                                                             | Cuando el malvado Sr. Wink y el Sr. Fibb amplían el tiempo de nado para adultos a los extremos de la piscina del barrio, Los Chicos del Barrio hacen un plan de huelga envuelta con una venganza. Nota: Fue el ganador de La Gran Selección del año 2001. Fue el piloto de Codename: Kids Next Door. | 20 de julio de 2001         |
| Swaroop                                                             | "Bovine Bliss"                                                      | Mike Milo                                                               | Warner Bros. Animation                                                              | Swaroop y su familia están tratando de asimilar su herencia indígena con la cultura moderna de Estados Unidos. Las diferencias se hacen notoriamente evidente cuando su vecino trae a casa una vaca a realizar una barbacoa. Swaroop decide ocultar la vaca sagrada antes de que los vecinos lo puedan cocinar para la cena. | 27 de julio de 2001         |
| "Ferret and Parrot"                                                 | "Ferret and Parrot"                                                 | Scott Morse                                                             | Cartoon Network Studios                                                             | Un hurón y un loro luchan por el afecto de un personaje de cómics. Mientras tanto, su dueño trata de deshacerse de las hormigas que han infestado la casa. | 3 de agosto de 2001         |
| A Kitty Bobo Show                                                   | "Cellphones"                                                        | Kevin Kaliher y Meg Dunn                                                | Cartoon Network Studios                                                             | Kitty Bobo quiere demostrar que él es "cool" por conseguir un teléfono celular. Por desgracia, no parece estar recibiendo muchas llamadas importantes, lo que reduce su factor cool, así que comienza a realizar llamadas entrantes falsas. Es sólo una cuestión de tiempo antes de que todos se enteren de la farsa. | 17 de agosto de 2001        |
| Uncle Gus                                                           | "Not So Fast!"                                                      | Lincoln Peirce                                                          | Red Sky Brand                                                                       | Gus entrena a su fiel caballo, Flapjack, para una carrera de caballos y así ganar una apuesta con Ali Ali. Nota: es el segundo corto del Tío Gus. | noviembre de 2001           |
| "Commander Cork: Space Ranger"                                      | "Commander Cork: Space Ranger"                                      | Mike Bell                                                               | Cartoon Network Studios                                                             | Comandante Cork es entusiasta superhéroe, aunque no es muy brillante bienhechor. Cuando conoce a Peggy y Petey Paddle, un dúo de hermano y hermana que comparten una fascinación por el espacio exterior, decide llevarlos consigo en sus locas aventuras espaciales. | 23 de agosto de 2002        |
| Jeffrey Cat: Claw and Order                                         | "All Dogs Don't Go to Heaven"                                       | Mark O'Hare                                                             | Cartoon Network Studios                                                             | Jeffrey un gato que no conoce un delito que no podía lamer. El aumento en la población de mascotas plantea la necesidad de un investigador de mascota. Y Jeffrey, el sargento en todos los casos relacionados con las mascotas, lo convierte en su misión de salvaguardar los derechos de todos los animales de compañía en la comunidad. | 23 de agosto de 2002        |
| Longhair and Doubledome                                             | "Where There's Smoke... There's Bob!"                               | Gavrilo Gnatovich                                                       | Knock-Knock Cartoons Ltd., LLC                                                      | - | 23 de agosto de 2002        |
| "Maktar"                                                            | "Maktar"                                                            | Gavrilo Gnatovich                                                       | Knock-Knock Cartoons Ltd., LLC                                                      | Un invasor de los confines del espacio viene a tocar a nuestra puerta atmosférica. | 23 de agosto de 2002        |
| "Fungus Among Us"                                                   | "Fungus Among Us"                                                   | Wes Archer                                                              | Rough Draft Studios, Inc.                                                           | Un hongo entre nosotros sigue las tribulaciones de los hongos que tienen que coexistir con los productos de limpieza que se han creado para destruirlos. | 23 de agosto de 2002        |
| LowBrow                                                             | LowBrow                                                             | Jody Schaeffer y George Krstic                                          | Cartoon Network Studios                                                             | Durante un viaje de rutina para el vertedero, un inadaptado de los suburbios llamado Coop descubre un robot avanzado del futuro. Coop trae el tesoro a casa y lo repara para que se adapte. Nota: Es el piloto de Megas XLR. | 23 de agosto de 2002        |
| "Bagboy!"                                                           | "Bagboy!"                                                           | John Mathot y Ken Segall                                                | Cartoon Network Studios                                                             | Parker es un típico joven de 14 años de edad con los juicios de un adolescente usual, salvo cuando él es un Bagboy. Cuidadosamente seleccionados por el consejo intergaláctico de élite, conocido como el Bagi, Parker además trabaja como un poderoso superhéroe. | 23 de agosto de 2002        |
| Colin Versus the World                                              | "Mr. Lounge Lizard"                                                 | Stu Gamble                                                              | Square Centre Pictures Limited Varga Budapest Cartoon Network Europe                | Colin es un camaleón daltónico cuya vida está llena de contratiempos y errores. Mientras trabajaba como almacenador de estante en un supermercado, Colin pasa los días con sueños de convertirse en Lizard Lounge en Las Vegas. | 23 de agosto de 2002        |

### Segmentos Cartoon Cartoon
De 2000 a 2003, The Cartoon Cartoon Show presentó nuevos episodios y reposiciones de la serie completa Cartoon Cartoons (que se introdujeron en 2002 para las horas de máxima audiencia), intercalados con estrenos y reposiciones de los cortos piloto de Cartoon Cartoon. (algunos de los cuales fueron cortos reconfigurados de WAC!). De 2005 a 2008, el bloque se revivió, esta vez dejando corto el piloto.
Los episodios de cada programa se antologíaron en segmentos de 7 y 11 minutos. Esta es una lista de programas que se presentaron en el bloque:
- El laboratorio de Dexter[63] (2002–2003; 2005–2008)
- Johnny Bravo[63] (2002–2003; 2005–2008)
- The Powerpuff Girls[63] (2002–2003; 2005–2008)
- Cow and Chicken[63] (2002–2003; 2005–2008)
- I Am Weasel[63] (2002–2003; 2005–2006)
- Time Squad (2002–2003)
- Grim & Evil (2002–2003)
- Whatever Happened to... Robot Jones?[63] (2002–2003; 2005–2006)
- The Grim Adventures of Billy & Mandy[64] (2006–2008)
- Evil Con Carne[63][65] (2005–2008)
- Foster's Home for Imaginary Friends[64] (2006–2008)
- Hi Hi Puffy AmiYumi[64] (2006)
- Camp Lazlo[64] (2006–2008)
- My Gym Partner's a Monkey[64] (2006–2008)
- Squirrel Boy[66] (2006–2008)
- Ed, Edd y Eddy[64] (2002–2003; 2005–2008)
- Mike, Lu y Og (2002–2003)
- Courage the Cowardly Dog[63] (2002–2003; 2005–2008)
- Codename: Kids Next Door[64] (2006–2008)

## Legado
El laboratorio de Dexter fue el primer corto más popular de acuerdo a la votación que tuvo lugar en 1995 y, finalmente, se convirtió en la primera spin-off de What a Cartoon! en 1996. Otras dos series basa en los cortos, Johnny Bravo y Cow & Chicken, se estrenaron en 1997, y The Powerpuff Girls se convirtió en un programa semanal de media hora en 1998. Courage the Cowardly Dog (escindida del Óscar, nominado por el corto El pollo del espacio exterior) siguió como el spin-off final en 1999. Además, la serie Cow & Chicken tuvo luego un spin-off, que fue I Am Weasel. En total, seis series de dibujos animados se pusieron en marcha en última instancia por el proyecto, de los cuales ganaron el dinero suficiente para que la empresa pagara por todo el programa, además de las eventuales decisiones. El corto Larry y Steve de Seth MacFarlane presentaron prototipos de personajes que más tarde llegaría a convertirse en el éxito masivo de MacFarlane, Padre de familia.
What a Cartoon! y sus variados spin-offs trajeron Cartoon Network más éxito comercial y crítico, y la red se convirtió en un líder de la industria de la animación cuando la década de 1990 llegó a su fin. En 2001, coincidiendo con la muerte de William Hanna, Hanna-Barbera Productions se fusionó con Warner Bros. Animation y Cartoon Network abrió su propio brazo de producción, Cartoon Network Studios, en Burbank, como el legítimo sucesor de Hanna-Barbera para producir programación original para la red y proyectos de futuro. Dos cortos de What a Cartoon!, Windup Wolf y Hard Luck Duck, fueron los últimos cortos de dibujos animados dirigido y producido por el cofundador y copresidente de Hanna-Barbera, William Hanna. Además, What a Cartoon! y sus spin-offs fueron las últimas producciones originales publicadas por Hanna-Barbera.
El creador de What a Cartoon! Show, Fred Seibert, dejó Hanna-Barbera a finales de 1996 para abrir su propio estudio, Frederator Studios, y ha continuado persistentemente en la tradición de emerger nuevos talentos, personajes y series con cortos similares "de incubadores", incluyendo Oh Yeah! Cartoons (Nickelodeon, 1998), The Meth Minute 39 (Channel Frederator, 2008), Random! Cartoons (Nickelodeon/Nicktoons, 2008), Too Cool! Cartoons (Cartoon Hangover, 2012) y GO! Cartoons (Cartoon Hangover, 2016). Oh Yeah! Cartoons ha exhibido a exalumnos de What a Cartoon! (Butch Hartman, Rob Renzetti) y puesto en marcha varias series de Nickelodeon que han sido éxito, incluyendo Los padrinos mágicos, Zona Tiza y My Life as a Teenage Robot. Frederator Studios lanzó otro escaparate de animación en 2006, titulado Random! Cartoons, que produjo Fanboy y Chum Chum en 2009 para Nickelodeon, y Adventure Time en 2010 para Cartoon Network.
En abril de 2008 se anunció una secuela de clases What a Cartoon!, que es un proyecto de la red de dibujos animados titulado The Cartoonstitute. Creado por el ejecutivo de Cartoon Network, Rob Sorcher, y encabezada por creador de The Powerpuff Girls, Craig McCracken, el proyecto era "establecer un grupo de expertos y crear un entorno en el que los animadores pueden crear personajes e historias", y también crear nueva posible serie de Cartoon Network. Sin embargo, el proyecto fue finalmente desechado como consecuencia del pleno inicio de la crisis económica de 2008-2015, siendo sólo 14 de los 39 previstos los que se completaron. Sin embargo, el corto de Regular Show de J. G. Quintel, y Secret Mountain Fort Awesome de Pete Browngardt, tuvieron luz verde para convertirse en una serie completa. Un personaje recurrente, Uncle Grandpa, tendría su propia serie de dos años después.